# Nikos Kazantzakis
Nikos Kazantzakis, född 2 mars (18 februari enl. g.s.) 1883 i Heraklion, Kreta, död 26 oktober 1957 i Freiburg, Baden-Württemberg, Tyskland, var en grekisk författare, poet, översättare, dramatiker och filosof.

## Biografi
Kazantzakis studerade juridik i Aten och bodde flera år i Paris där han studerade statskunskap och filosofi och bland annat följde filosofen Henri Bergsons föreläsningar. Efter andra världskriget verkade han som departementschef och minister. Från 1946 bodde han utomlands, främst på Franska rivieran. Han skrev på franska och nygrekiska. Han debuterade 1906 med skådespelet Ximerónei och berättelsen Ophis kai Krino. Han har förutom romaner skrivit om Bergson och Nietzsche, reseskildringar, skådespel och verseposet Odysseia, 1938. 
På hans gravsten i Heraklion står:
| ” | Jag hoppas ingenting Jag fruktar ingenting Jag är fri | „ |

Hans mest kända verk är Víos kai politeia tou Aléxi Zorbá, 1946 (Spela för mig, Zorbas, 1949) och O teleftaíos pirasmós, 1955 (Kristi sista frestelse, 1988), som både blivit berömda filmer, se Zorba och Kristi sista frestelse.
Kazantzakis var nominerad till  Nobelpriset i litteratur fjorton gånger åren 1947 till 1957.

## Bibliografi utgivet på svenska

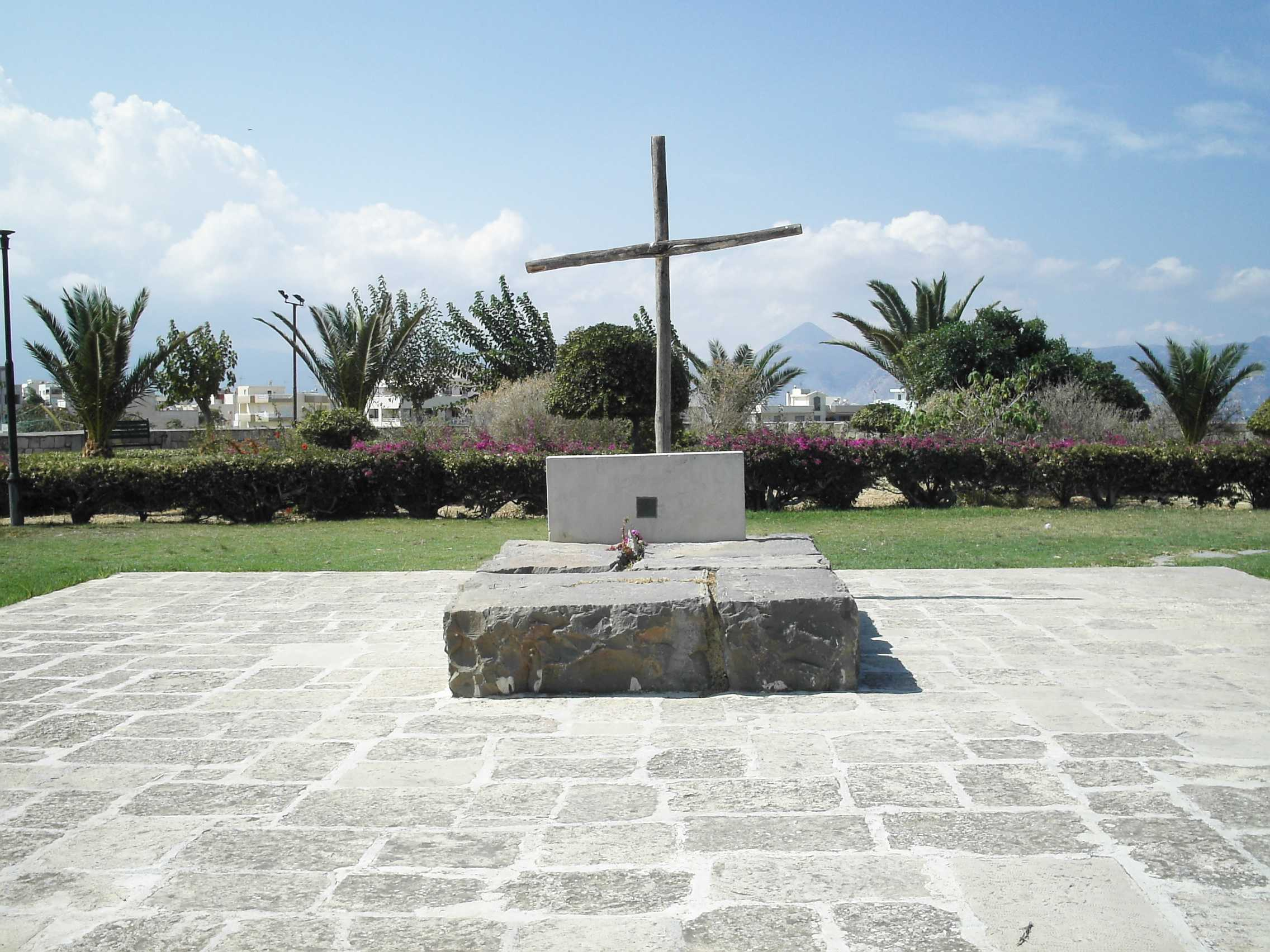
Kazantzakis grav